# 도보이

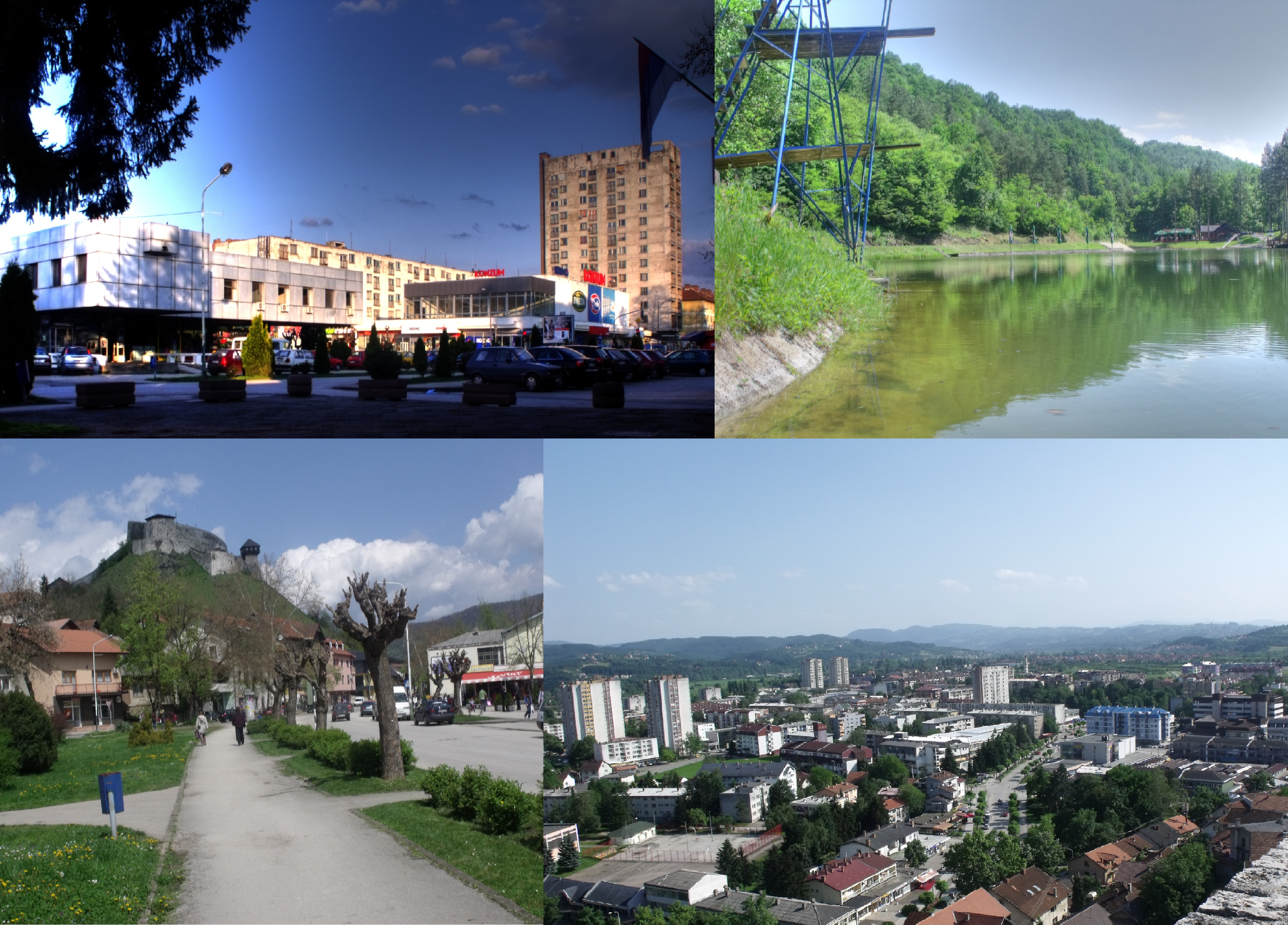
도보이

도보이의 위치

도보이(세르비아어: Добој, Doboj, 크로아티아어: Doboj, 보스니아어: Doboj)는 보스니아 헤르체고비나 북부에 위치한 도시로, 면적은 813.9 km2, 인구는 102,519명(1991년 당시 기준)이다. 스릅스카 공화국 북부에 위치하며 보스나강과 접한다.
스릅스카 공화국에서 가장 큰 철도 분기점이 위치한 도시로서 철도의 요충지이다. 보스니아 헤르체고비나에서 오랜 역사를 자랑하는 도시 가운데 한 곳이며 보스니아 헤르체고비나 북부의 중심 도시 가운데 한 곳이다.

시 문장